# 北海道道237号池田停車場高島線

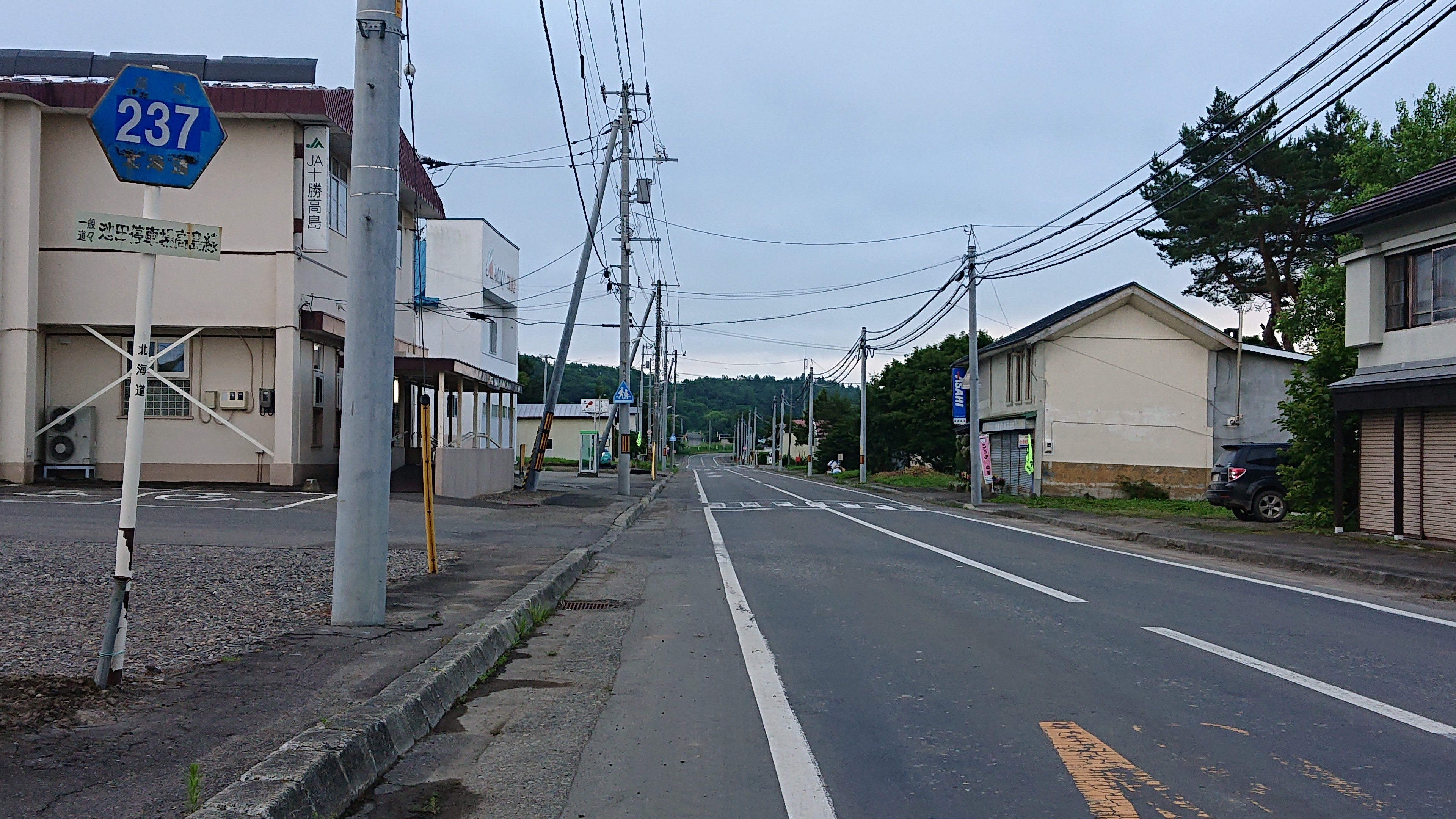
北海道道237号池田停車場高島線

北海道道237号池田停車場高島線（ほっかいどうどう237ごう いけだていしゃじょうたかしません）は、北海道中川郡池田町内を結ぶ一般道道である。

## 概要
- 廃止された北海道ちほく高原鉄道ふるさと銀河線線路跡に沿って走る。

### 路線データ
- 起点：北海道中川郡池田町字東1条（JR北海道 根室本線 池田駅）
- 終点：北海道中川郡池田町字高島（国道242号交点）
- 総延長：10.9km

### 重複区間
- 池田町字大通1丁目 - 池田町字西1条8丁目（北海道道73号帯広浦幌線）
- 池田町字高島（北海道道496号下居辺高島停車場線）

## 歴史
- 1957年（昭和32年）3月30日 - 137号として路線認定[1]。
- 1994年（平成6年）10月1日 - 路線番号を237号に変更[2]。

## 地理

### 通過する自治体
- 十勝総合振興局
  - 中川郡池田町

### 主な接続道路
池田町
- 北海道道73号帯広浦幌線 - 大通1丁目、西1条8丁目（重複）
- 北海道道496号下居辺高島停車場線 - 高島（重複）
- 国道242号 - 高島